# Gladwin
Gladwin é uma cidade localizada no estado americano de Michigan, no Condado de Gladwin.

## Demografia
Segundo o censo americano de 2000, a sua população era de 3001 habitantes.
Em 2006, foi estimada uma população de 2986, um decréscimo de 15 (-0.5%).

## Geografia
De acordo com o United States Census Bureau tem uma área de
7,4 km², dos quais 7,4 km² cobertos por terra e 0,0 km² cobertos por água. Gladwin localiza-se a aproximadamente 239 m acima do nível do mar.

## Localidades na vizinhança
O diagrama seguinte representa as localidades num raio de 36 km ao redor de Gladwin.